# 의정부 광동 FC
의정부광동 U-18은 경기도 의정부시에 위치한 under-18팀 유형의 축구단이다.의정부광동고등학교의 축구부원으로 구성되어 있으며, 2017년에 창단 되었다.

## 참고 문헌
- “KFA 통합경기정보 시스템”. 대한축구협회.

## 같이 보기
- 의정부광동고등학교